# Douglas Harper
Douglas Harper é um historiador, escritor, jornalista e professor norte-americano que vive em Lancaster, Pensilvânia. 

## Vida
Graduou-se em História e Inglês no Dickinson College, em Carlisle, Pensilvânia, e foi o autor de vários livros de história, sobretudo acerca do condado de Chester, Pensilvânia, no período da guerra civil americana. Foi destacado num programa da BBC a fixação de galeses na América, e foi entrevistado para artigos sobre história no Philadelphia Inquirer, Washington Post, e várias revistas.
Também foi o criador do Online Etymology Dictionary.

## Obras publicadas
- If Thee Must Fight: A Civil War History of Chester County, Pa. (Chester County Historical Society, 1990)
- An Index of Civil War Soldiers and Sailors from Chester County, Pa. (Chester County Historical Society, 1995)
- The Whitman Incident: Revolutionary Revisions to an Ephrata Tale (Lancaster County Historical Society Journal, 1995)
- West Chester to 1865: That Elegant & Notorious Place (Chester County Historical Society, 1999)